# Katarzyna Stasiecka
Katarzyna Stasiecka (ur. 24 listopada 1990) – polska judoczka.
Zawodniczka klubów: UKJ AszWoj Warszawa (2004-2009), KS AZS AWFiS Gdańsk (2010-2012). Dwukrotna medalistka pucharu Europy juniorek (2008 - brąz, 2009 - złoto). Brązowa medalistka mistrzostw Polski seniorek 2008 w kategorii do 63 kg. Ponadto m.in. młodzieżowa mistrzyni Polski 2012 i dwukrotna mistrzyni Polski juniorek (2008, 2009).